# Güeros
Güeros es una película mexicana dramática de road movie dirigida por Alonso Ruizpalacios siendo esta su debut como director, protagonizada por Ténoch Huerta, Sebastián Aguirre y Leonardo Ortizgris. Filmada en formato 4:3 y ambientada durante una huelga similar a la del CGH de la UNAM en 1999-2000.
La película sigue la búsqueda de Tomas, un adolescente que junto a su hermano El Sombra y su amigo Santos recorre la Ciudad de México en busca del músico que pudo haber salvado el rock nacional: Epigmenio Cruz.

## Trama
En 1999, Tomás, un adolescente de Veracruz, es enviado a vivir con su hermano Sombra a la Ciudad de México después de un incidente con unos globos de agua. 
Sombra vive con Santos, un compañero de licenciatura, a causa de la huelga del CGH se la pasan en su departamento de Copilco sin hacer nada, sin dinero y con poca comida, beben alcohol, fuman tabaco y le roban la electricidad a la vecina del piso de abajo. Se enteran de que el ídolo musical de su padre, Epigmenio Cruz, quien según la leyenda "hizo llorar una vez a Bob Dylan" está internado en un hospital al borde la muerte, los hermanos y Santos emprenden un viaje para conseguir que Epigmenio firme un casete que una vez perteneció a su padre.
Durante este viaje, y por curiosidad del hermano, ingresan a las instalaciones tomadas de Ciudad Universitaria, y ahí se encuentran con Ana, lideresa universitaria, que le muestra la vida de la huelga estudiantil y se une al viaje después de escuchar la insólita música de Epigmenio, el grupo asiste a una fiesta privada de estudiantes de la Escuela Nacional de Artes Cinematográficas, quienes viven en su burbuja aislada del mundo, en el Zoológico de Chapultepec el grupo conoce a Isabel, expareja de Epigmenio quien les cuenta una historia de un trío bisexual entre ella, Epigmenio y otro músico durante el Festival de Avándaro.
Finalmente encuentran a Epigmenio en una cantina de Texcoco, quien se ha convertido en un ermitaño que rechaza al grupo, Sombra le da un discurso sobre la importancia de su música para él, su hermano y su familia. Al terminar el discurso Tomas descubre que Epigmenio ha muerto. Durante el viaje de regreso Sombra y Ana se confiesan sus sentimientos en una escena muda, el grupo queda en medio de una manifestación masiva del CGH, Ana se une a la manifestación y Sombra la sigue, Tomas le hace una foto a su hermano mientras este sonríe a la cámara.

## Producción
El director mencionó "que era un homenaje a Bob Dylan, quien una vez hizo un larguísimo viaje en Nueva York en busca de un guitarrista al que admiraba y cuando dio con él lo encontró viejo, derrotado, moribundo. "A veces no es bueno conocer a los ídolos. Cuando uno ve al héroe por fin no es lo que esperaba. A mí me ocurrió con Peter Brook. Estuve en París una noche esperándolo largas horas bajo la lluvia y cuando apareció solo atiné a decirle: ¡gracias! y él me respondió: gracias, y se marchó".Alonso Ruizpalacios, el director y guionista de la cinta tardo más de una década en escribir el guion.
La película entró en producción después de que el guion de Güeros ganara el concurso nacional del FOPROCINE (Fondo para la Producción Cinematográfica de Calidad), quien otorga recursos para la producción de una película al año.Fue filmada en película en blanco y negro en un formato 3:4.

## Elenco
- Ténoch Huerta como Sombra.
- Sebastián Aguirre como Tomás.
- Ilse Salas como Ana.
- Leonardo Ortizgris como Santos.
- Raúl Briones como Furia.
- Laura Almela como Isabel.
- Adrián Ladrón como Moco.
- Camila Lora como Aurora.
- Alfonso Charpener como Epigmenio.

## Música
| N.º | Título                                                                              | Escritor(es) | Duración |  |
| 1.  | «Hasta Que Te Conocí» (Juan Gabriel)                                                |              | 7:15     |  |
| 2.  | «Veracruz» (Agustín Lara)                                                           |              | 2:49     |  |
| 3.  | «Azul» (Toña La Negra)                                                              |              | 3:17     |  |
| 4.  | «Tus Pupilas» (Agustín Lara)                                                        |              | 3:36     |  |
| 5.  | «Farolito» (Agustín Lara)                                                           |              | 2:52     |  |
| 6.  | «Imposible» (Toña La Negra)                                                         |              | 2:57     |  |
| 7.  | «Palmera» (Toña La Negra)                                                           |              | 2:20     |  |
| 8.  | «Tus Ojos» (Los Locos del Ritmo)                                                    |              | 3:27     |  |
| 9.  | «Azul» (Natalia Lafourcade)                                                         |              | 6:33     |  |
| 10. | «Estudio Op. 15, No 2 En Fa Mayor» (Frédéric Chopin)                                |              | 2:36     |  |
| 11. | «Mexican Gospel Fraternity» (Alonso Ruizpalacios, Jeronimo Gorraez, Tomás Barreiro) |              | 1:24     |  |

## Premios
| Premiación                                      | Categoría                  | Nominado                                  | Resultado         | Ref.  |
| ----------------------------------------------- | -------------------------- | ----------------------------------------- | ----------------- | ----- |
| Festival Internacional de Cine de Berlín        | Mejor Ópera Prima          | Alonso Ruizpalacios                       | Ganadora          | [ 4 ] |
| Festival Internacional de Cine de San Sebastián | Horizontes Latinos         | Alonso Ruizpalacios                       | Selección Oficial | [ 5 ] |
| Festival Internacional de Cine de San Sebastián | Premio de la Juventud      | Güeros                                    | Ganadora          | [ 5 ] |
| LVII edición de los Premios Ariel               | Mejor Película             | Güeros                                    | Ganadora          | [ 6 ] |
| LVII edición de los Premios Ariel               | Mejor Dirección            | Alonso Ruizpalacios                       | Ganador           | [ 6 ] |
| LVII edición de los Premios Ariel               | Mejor Actor                | Tenoch Huerta                             | Nominado          | [ 6 ] |
| LVII edición de los Premios Ariel               | Mejor Actriz               | Ilse Salas                                | Nominada          | [ 6 ] |
| LVII edición de los Premios Ariel               | Mejor Revelación Masculina | Sebastián Aguirre                         | Nominado          | [ 6 ] |
| LVII edición de los Premios Ariel               | Mejor Guion Original       | Alonso Ruizpalacios                       | Nominado          | [ 6 ] |
| LVII edición de los Premios Ariel               | Mejor Montaje              | Yibrán Asuad Ana García                   | Nominada          | [ 6 ] |
| LVII edición de los Premios Ariel               | Mejor Fotografía           | Damián García                             | Ganador           | [ 6 ] |
| LVII edición de los Premios Ariel               | Mejor Sonido               | Isabel Muñoz Pedro González Gabriel Reyna | Ganadora          | [ 6 ] |
| LVII edición de los Premios Ariel               | Mejor Música               | Tomás Barreiro                            | Nominado          | [ 6 ] |
| LVII edición de los Premios Ariel               | Mejor Diseño de Arte       | Sandra Cabriada                           | Nominada          | [ 6 ] |
| LVII edición de los Premios Ariel               | Mejor Ópera Prima          | Güeros                                    | Ganadora          | [ 6 ] |
| Premios Platino 2016                            | Mejor Dirección            | Alonso Ruizpalacios                       | Nominado          |       |

## Legado
La película ocupa el lugar 29 dentro de la lista de las 100 mejores películas del mexicanas, según la opinión de 27 críticos y especialistas del cine en México, publicada por el portal Sector Cine en junio de 2020.
Hasta 2023 la cinta se encontraba dentro del ranking Top 250 Narrative Feature Films del sitio web Letterboxd, en la que se incluyen las cintas mejor calificadas por los usuarios a lo largo de la historia. En el mismo sitio, la cinta se encuentra entre las mejores calificadas del cine mexicano.
Durante el año 2022 surge en la escena musical underground de la Ciudad de México una banda llamada Epigmenio Cruz cuyo nombre es referencia al personaje homónimo, que aparece en la película.